# 섀도 더 헤지호그 (비디오 게임)
섀도 더 헤지호그는 소닉 팀이 만든 게임으로서, 플레이스테이션 2, 게임 큐브와 엑스박스로 출시했다.

## 스토리
기억을 잃은 섀도우는 진정한 자신을 고민하고 있었다. 그런데 수수께끼의 암흑 군단, 블랙 암즈가 지상으로 내려오면서 도시를 파괴하기 시작했다. 그러면서 블랙 암즈의 수장인 블랙 둠은 섀도우에게도 나타나 이제 때가 되었다며 7개의 카오스 에메랄드를 모으라고 말한다. 섀도우는 그것들을 전부 다 모으면 자신의 잃어버린 기억을 되찾을 수 있을지 모른다고 생각하면서 7개의 카오스 에메랄드를 모으기 위해 모험을 떠난다.

### 과거
과거에 섀도우는 연방정부의 주요 군사 기관인 군(軍) ・G.U.N(Guardian Units of Nation)의 극비 프로젝트였던 프로젝트 섀도우라는 명칭으로 프로페서 제럴드에 의해 만들어졌다. 그런데 어린 시절의 사령관(오드아이 로보트닉)이 누나인 마리아 로보트닉과 아크에서 뛰노는 도중에 제랄드 박사와 외계 암흑 군단 블랙 암즈의 강력한 수장인 블랙 둠과의 거래를 우연히 목격하고 난 후, 훗날 사령관이 되고난 다음 그 당시의 연구 결과가 위험하다면서 연구 내용을 아는 모든 사람을 매장하기로 했다. 이 때, 섀도우의 남매와도 같았던 인간 소녀 마리아도 이때 살해되었다.(나빴네) 섀도우는 마리아에 의해 탈출용 캡슐에 갇혀 간신히 살아남았다.
이후 스토리는 소닉 어드벤처 2를 거쳐 여기까지 오게 된다.

## 게임 시스템

섀도 더 헤지호그의 맵 구조:초록색은 노말 미션, 빨강색은 다크 미션, 파랑색은 히어로 미션이다.

다른 소닉 시리즈와 다르게 무기를 사용하여 공격할 수 있고 다양한 탈것이 존재한다. 그리고 롤플레잉이 가능하도록 설계를 하였다.
이 게임은 세 개의 미션이 있다. 히어로 미션과 다크 미션, 노말 미션이 있으며, 각각 클리어할 때마다 스토리가 달라진다. 각각의 미션은 캐릭터들이 도와준다. 캐릭터는 각각의 스테이지마다 다르다.
GUN을 도와주면 히어로 게이지가 오르고, 블랙 둠을 도와주면 다크 게이지가 오른다. 히어로 게이지가 차면 빠른 이동을 할 수 있는 카오스 컨트롤을 할 수 있다. 다크 게이지가 차면 공격 범위 이내의 모든 적에게 공격이 가능한 카오스 블래스트를 할 수 있다.
또한 멀티 엔딩 제도를 넣었는데, 스테이지마다의 미션을 클리어할 때마다 스토리가 달라지기 때문에 클리어하는 미션에 따라 총 326개의 엔딩이 존재한다.
다만 326개의 멀티 엔딩은 모두 소닉 시리즈의 스토리와는 별개이며, 라스트 스토리만이 정식 소닉 스토리로 취급된다.

### 특전
모든 스테이지에서 A 랭크를 받으면 익스퍼드 모드(전문가 모드)가 열린다. 단지, 여기서는 히어로나 다크, 노멀 미션의 구분이 없으며, 타겟은 항상 골링이며, 죽으면 다시 선택 화면으로 돌아온다. 그리고 시작시 스테이지는 랜덤으로 선택된다. 그리고 모든 스토리 루트를 클리어하면 라스트 스토리가 열린다.

## 스테이지

### STAGE 1
- Westopolis

### STAGE 2
- Digital Curcuit
- Glyphic Cannon
- Lethal Highway

### STAGE 3
- Cryptic Castle
- Prison Island
- Circus Park

### STAGE 4
- Central City
- The Doom
- Sky Troops
- Mad Matrix
- Death Ruins

### STAGE 5
- The ARK
- Air Fleet
- Iron Jungle
- Space Gadget
- Lost Impact

### STAGE 6
- GUN Fortress
- Black Comet
- Lava Shelter
- Cosmic Fall
- Final Haunt

### HIDDEN STAGE
- The Last Way

### BOSS STAGE
괄호의 이름은 등장하는 스테이지의 이름이다. 히어로 미션을 클리어해야 등장하는 보스는 '-HERO', 다크 미션을 클리어해야 등장하는 보스는 '-DARK'표시를 해두었다.
- VS HEAVY DOG(The Doom)
- VS BLUE PALCON(The ARK)
- VS EGG BREAKER(Cryptic Castle, Mad Matrix, Iron Jungle)
- VS BLACK BULL(Lethal Highway, Death Ruins)
- VS SONIC & DIABLON(GUN Fortress-DARK, Black Comet-DARK, Final Haunt-DARK)
- VS EGG DEALER(Black Comet-HERO, Lava Shelter, Cosmic Fall-DARK)
- VS BLACK DOOM(GUN Fortress-HERO, Cosmic Fall-HERO, Final Haunt-HERO)
- VS DEVIL DOOM(The Last Way)

## 평가
소닉 시리즈에서 지향하는 목표인 스피드를 이 작품에서 거의 볼 수 없기에 좋은 평가를 받지 못했다. 특히 이번 작품은 스피드보다는 총 등을 이용한 무기 액션이 더 강조되기에 더욱 그렇다.

## 테마곡
- I Am..All Of Me(Crush 40)